# Rabiea difformis
Rabiea difformis är en isörtsväxtart som först beskrevs av L. Bol., och fick sitt nu gällande namn av L. Bol. Rabiea difformis ingår i släktet Rabiea och familjen isörtsväxter. Inga underarter finns listade i Catalogue of Life.